# Championnat des Comores de football 2023-2024
Navigation
Saison précédente Saison suivante
La saison 2023-2024 du championnat des Comores de football est la quarantième édition de la première division comorienne. Après une phase régionale se déroulant du 27 septembre 2023 au 11 avril 2024, les champions de première division des trois îles des Comores (Anjouan, Grande Comore et Mohéli) s'affrontent dans une phase nationale se déroulant du 1er au 21 juin 2024.

## Phase régionale
Le classement est établi sur le barème de points (victoire à 3 points, match nul à 1, défaite à 0).

### Grande Comore
| Rang | Équipe             | Pts  | J  | G  | N | P  | Bp | Bc | Diff |
| ---- | ------------------ | ---- | -- | -- | - | -- | -- | -- | ---- |
| 1    | US Zilimadjou      | 47   | 22 | 14 | 5 | 3  | 41 | 19 | +22  |
| 2    | Volcan Club        | 46   | 22 | 14 | 4 | 4  | 37 | 15 | +22  |
| 3    | Alizé Fort         | 37   | 22 | 11 | 4 | 7  | 24 | 22 | +2   |
| 4    | Étoile des Comores | 37   | 22 | 11 | 4 | 7  | 41 | 29 | +12  |
| 5    | Djabal FC T        | 35-2 | 22 | 10 | 7 | 5  | 34 | 17 | +17  |
| 6    | Atomic Ngome P     | 33   | 22 | 9  | 6 | 7  | 37 | 31 | +6   |
| 7    | FC Malé            | 32   | 22 | 9  | 5 | 8  | 29 | 27 | +2   |
| 8    | FC Hantsindzi      | 32   | 22 | 10 | 2 | 10 | 25 | 30 | -5   |
| 9    | Twamaya FC         | 28   | 22 | 8  | 4 | 10 | 20 | 24 | -4   |
| 9    | FC Mlaouni P       | 27   | 22 | 8  | 3 | 11 | 29 | 41 | -12  |
| 11   | FC Hahaya P        | 13   | 22 | 4  | 1 | 17 | 21 | 44 | -23  |
| 12   | FC Mtsamdou P      | 4    | 22 | 1  | 1 | 20 | 14 | 53 | -39  |

Le Djabal FC est sanctionné d'une pénalité de 2 points pour tentative de sorcellerie lors d'un match contre le FC Hantsindzi lors de la 3e journée.

### Anjouan
| Rang | Équipe               | Pts | J  | G  | N | P  | Bp | Bc | Diff |
| ---- | -------------------- | --- | -- | -- | - | -- | -- | -- | ---- |
| 1    | Étoile d'or          | 37  | 18 | 11 | 4 | 3  | 21 | 11 | +10  |
| 2    | Steal Nouvel de Sima | 31  | 18 | 8  | 7 | 3  | 24 | 10 | +14  |
| 3    | Mrango Kavani        | 31  | 18 | 9  | 4 | 5  | 26 | 15 | +11  |
| 4    | Gombessa Sport       | 30  | 18 | 8  | 6 | 4  | 33 | 18 | +15  |
| 5    | FC Ouani             | 30  | 18 | 9  | 3 | 6  | 26 | 22 | +4   |
| 6    | Ngazi Sport          | 24  | 18 | 6  | 6 | 6  | 25 | 19 | +6   |
| 7    | US Bambao            | 22  | 18 | 5  | 7 | 6  | 16 | 26 | -10  |
| 8    | Chirazienne          | 20  | 18 | 5  | 5 | 8  | 11 | 21 | -10  |
| 9    | AS Singani P         | 14  | 18 | 3  | 5 | 10 | 22 | 27 | -5   |
| 10   | Café Sport P         | 6   | 18 | 1  | 3 | 14 | 20 | 55 | -35  |

### Mohéli
| Rang | Équipe           | Pts | J  | G  | N | P  | Bp | Bc | Diff |
| ---- | ---------------- | --- | -- | -- | - | -- | -- | -- | ---- |
| 1    | Étoile du Centre | 36  | 14 | 12 | 0 | 2  | 30 | 8  | +22  |
| 2    | Fomboni FC       | 25  | 14 | 7  | 4 | 3  | 21 | 7  | +14  |
| 3    | US Wanani P      | 21  | 14 | 6  | 3 | 5  | 14 | 15 | -1   |
| 4    | Belle Lumière    | 18  | 13 | 5  | 3 | 5  | 16 | 13 | +3   |
| 5    | Ouragan Club     | 17  | 13 | 5  | 2 | 6  | 12 | 15 | -3   |
| 6    | Mbatsé Club      | 16  | 13 | 5  | 1 | 7  | 17 | 22 | -5   |
| 7    | Juno Club P      | 14  | 14 | 3  | 5 | 6  | 14 | 28 | -14  |
| 8    | FCN Espoir       | 5   | 13 | 1  | 2 | 10 | 7  | 23 | -16  |

## Phase nationale
La phase finale se tient du 1er au 21 juin 2024.

### Les équipes participantes
- Étoile d'or de Mirontsy - Champion d'Anjouan[4]
- Union sportive de Zilimadjou - Champion de Grande Comore[5]
- Étoile du Centre - Champion de Mohéli[6]

### Les matchs
Tous les matchs se déroulent au stade El-Hadj Matoir de Fomboni les 19, 21 et 23 juin 2024. L'Union sportive de Zilimadjou est sacrée championne des Comores.
| Rang | Équipe                       | Pts | J | G | N | P | Bp | Bc | Diff |  | Résultats (▼ dom., ► ext.)   | USZ | ETO | ETC |
| ---- | ---------------------------- | --- | - | - | - | - | -- | -- | ---- |  | ---------------------------- | --- | --- | --- |
| 1    | Union sportive de Zilimadjou | 6   | 2 | 2 | 0 | 0 | 5  | 1  | +4   |  | Union sportive de Zilimadjou |     | 2-0 | 3-1 |
| 2    | Étoile d'or de Mirontsy      | 3   | 2 | 1 | 0 | 1 | 2  | 3  | -1   |  | Étoile d'or de Mirontsy      |     |     | 2-1 |
| 3    | Étoile du Centre             | 0   | 2 | 0 | 0 | 2 | 2  | 5  | -3   |  | Étoile du Centre             |     |     |     |

## Bilan de la saison
| Championnat des Comores de football 2023-2024 |                       |
| Champion                                      | US Zilimadjou         |
| Coupes et trophées                            |                       |
| Vainqueur de la Coupe des Comores 2023-2024   | Alizé Fort            |
| Qualifications continentales                  |                       |
| Ligue des champions de la CAF 2023-2024       |                       |
| Coupe de la confédération 2023-2024           | Alizé Fort            |
| Promotions et relégations                     |                       |
| Promus en première division                   | Amical Club           |
| Promus en première division                   | Coin Nord Mitsamiouli |
| Promus en première division                   | Ngaya Club            |
| Promus en première division                   | US Mbéni              |
| Relégués en deuxième division                 | Twamaya FC            |
| Relégués en deuxième division                 | FC Mlaouni            |
| Relégués en deuxième division                 | FC Hahaya             |
| Relégués en deuxième division                 | FC Mtsamdou           |
| Relégués en deuxième division                 | Chirazienne           |
| Relégués en deuxième division                 | AS Singani            |
| Relégués en deuxième division                 | Café Sport            |
| Relégués en deuxième division                 | Juno Club             |
| Relégués en deuxième division                 | FCN Espoir            |